# Богучарская улица
Богуча́рская улица — улица, расположенная в Юго-Западном административном округе города Москвы на территории района Южное Бутово. Начинается от Краснолиманской улицы и заканчивается у лесного массива «Поляны». Застройка преимущественно малоэтажная.

## Происхождение названия
Богучарская улица названа 6 февраля 1986 года в честь города Богучар Воронежской области. Прежние названия частей улицы в посёлке Бутово — улица Гастелло (названа в честь лётчика), улица Полянская и улица Дзержинского (в честь Феликса Дзержинского).

## Транспортное обслуживание
Общественный городской транспорт по самой Богучарской улице не проходит, но на соседней Изюмской улице проходят маршруты автобусов № 146 и 636 (односторонним кольцом).